# Jezioro Trzebońskie Duże
Jezioro Trzebońskie Duże – jezioro w woj. wielkopolskim, w powiecie pilskim, w gminie Łobżenica, leżące na terenie Pojezierza Południowokrajeńskiego.

## Dane morfometryczne
Powierzchnia zwierciadła wody według różnych źródeł wynosi od 27,5 ha przez 29,76 ha (lustra wody) lub 32,10 ha (ogólna) do 33,0 ha.
Zwierciadło wody położone jest na wysokości 95,0 m n.p.m. lub 96,0 m n.p.m. Średnia głębokość jeziora wynosi 9,0 m, natomiast głębokość maksymalna 23,7 m.

## Hydronimia
Według spisu opracowanego przez Komisję Nazw Miejscowości i Obiektów Fizjograficznych (KNMiOF) zestandaryzowana nazwa tego jeziora to Jezioro Trzebońskie Duże. Dane z państwowego rejestru nazw geograficznych podają oboczne nazwy tego jeziora: Jezioro Trzebińskie Duże i Trzeboń.